# Taartoq (Insel)
Taartoq (nach alter Rechtschreibung Târtoĸ; „die Dunkle“) ist eine grönländische Insel im Distrikt Upernavik in der Avannaata Kommunia.

## Geografie
Taartoq liegt am südlichen Ufer des Ikeq (Upernavik Isfjord). Die Insel wird im Südosten von Natsitsiaat, im Südwesten von Qassi und im Nordwesten von Inussuk begrenzt. Taartoq erreicht im Südosten eine maximale Höhe von 250 m.

## Geschichte
Auf der Insel sind trotz ihrer vergleichsweise kleinen Fläche neun archäologische Fundstätten registriert. Dazu gehören mehrere Winterhäuser der Thule-Kultur. In der Volkszählung von 1793 war Taartoq bewohnt, 1806 jedoch nicht mehr.